# Лолита (косатка)
Лолита (1964/1967 — 18 августа 2023) также известная как Токитаэ, жившая в неволе самка косатки из южного сообщества. Она жила в «Аквариуме Майами» в США с 24 сентября 1970 года. Лолита была второй по возрасту среди косаток живущих в неволе после Корки из SeaWorld Сан-Диего.
30 марта 2023 года океанариум объявил, что Лолита будет возвращена в свои родные воды на северо-западе Тихого океана и будет жить в полудиком морском загоне в море Селиш до конца своей жизни. Однако 18 августа 2023 года «Аквариум Майами» объявил, что Лолита умерла из-за почечной недостаточности после проявления признаков дистресса (отрицательной формы стресса) за два дня до этого.

## Жизнь
Лолита была представителем группы L южных косаток. Она была близкой родственницей L25 «Оушен Сан», старейшего члена южного сообщества косаток. После смерти Лолиты L25 «стала единственной живой косаткой эпохи отлова 1960-х и 1970-х годов». Лолита была поймана, когда ей было примерно от трех до шести лет, 8 августа 1970 года, в во время отлова косаток в Пенн-Коув в заливе Пьюджет-Саунд, штат Вашингтон. Лолита была одной из семи молодых косаток, проданных в океанариумы и парки морских млекопитающих по всему миру в результате отлова более восьмидесяти особей, проведенного Тедом Гриффином и Доном Голдсберри, партнерами в компании по отлову косаток Namu, Inc.
Ветеринар «Аквариума Майами» Джесси Уайт купил Лолиту примерно за 20 000 долларов. По прибытии в океанариум Лолита присоединилась к косатке-самцу по имени Хьюго, который также был пойман в Пьюджет-Саунде и жил в «Аквариуме» два года до ее прибытия.
Первоначально молодую косатку называли «Токитаэ», что на языке чинуки означает «Яркий день, красивые цвета». Однако, учитывая разницу в возрасте между ней и Хьюго, ее переименовали в Лолиту в честь героини романа Владимира Набокова. Индейское племя Люмми (организовавшее кампанию по возвращению Лолиты на волю) называет ее Ск’алиЧ’ел-тенаут (Sk’aliCh’elh-tenaut), или самкой косатки из места предков в районе бухты Пенн в биорегионе моря Селиш. По словам бывшего председателя племени Иеремии «Джея» Джулиуса, они рассматривают ее как своего кве 'лхол мечен (qwe 'lhol mechen), что переводится как «наша родственница под водой».
Лолита и Хьюго прожили вместе десять лет в так называемой «Китовой чаше», резервуаре размером 24 на 11 м и глубиной 6 м. Пара много раз спаривалась (один раз вплоть до приостановки выставки), но потомства так и не родила. Хьюго, судя по всему, страдал формой психоза, свойственной содержащимся в неволе китам, и часто бился головой о стенки резервуара; он умер в 1980 году от аневризмы головного мозга. Затем Лолита делила резервуар с дельфином и гриндой в 1980-х и 1990-х годах, а позже с парой тихоокеанских дельфинов, Лии и Локи.
В 2017 году «Комиссия Майами-Бич единогласно проголосовала за символическую резолюцию» вернуть Лолиту к месту ее поимки. В августе 2021 года компания The Dolphin Company из Канкуна купила океанариум. В отчете инспекции Министерства сельского хозяйства США, опубликованном месяцем позже, перечислены многочисленные серьезные проблемы, связанные с условиями содержания Лолиты. Министерство сельского хозяйства США выдало новую лицензию, которая предусматривала, что ни Лолиту, ни ее компаньона-дельфина Лии нельзя выставлять на всеобщее обозрение или использовать для постановочных выставочных представлений. Dolphin Company разрешила сторонним ветеринарам осматривать Лолиту.

### Планы по возвращению в родные воды
30 марта 2023 года «Аквариум Майами» и его новый владелец, The Dolphin Company, объявили о договоре с некоммерческой организацией «Друзья Токи» (ранее «Друзья Лолиты») о перемещении Лолиты в океанский заповедник в ее родных водах на северо-запад Тихого океана. В совместном официальном заявлении участники объявили: «Возвращение Лолиты в ее родные воды не означает возвращение в открытый океан. Она останется под опекой человека, в защищенной среде обитания, до конца своей жизни. Лолита продолжит получать качественное питание, медицинскую помощь и любовь — все в соответствии с утвержденными федеральными властями планами». По мнению ученых, после десятилетий кормления людьми будет сомнительно, сможет ли она вести дикий охотничий образ жизни. Тренеры Лолиты также заявили, что она стала «зависимой от людей». Лолита не могла покинуть охраняемый заповедник без дополнительных разрешения от нескольких правительственных учреждений, включая Министерство сельского хозяйства США. Джейсон Колби, историк и автор книги о пойманных косатках, в том числе о Лолите, предостерег от завышенных ожиданий от её возвращения обратно в дикую природу после десятилетий пребывания в неволе. Колби сказал, что если она проживет оставшиеся дни в морском загоне в «родных водах», то это будет неплохой успех. «Я боюсь, что когда люди увидят, что ее привозят домой, они подумают, что это будет похоже на [финал] „Освободите Вилли“, когда он подплывет и соединяется со своей семьей. Я не могу себе представить, что подобное произойдет», — сказал он.
Вдохновленный своей дочерью, генеральный директор The Dolphin Company Эдуардо Альбор сказал: «Это больше, чем просто перемещение Лолиты в место, где ей будет лучше, она станет символом для нас и будущих поколений». План о возвращении был принят совместно с округом Майами-Дейд и владельцем Индианаполис Колтс и филантропом Джимом Эрсэй. План включал акклиматизацию и транспортировку Лии и Локи вместе с Лолитой в море Селиш. Лии оставалась с Лолитой во время процесса, а Локи вместо этого была переведен с ее потомком Элело в Аквариум Шедда в августе 2023 года.
Лолиту планировали перевезти тем же методом транспортировки, который использовался для ее перевозки в Майами в 1970 году. Лолиту учили плавать на изготовленных на заказ носилках, которые кран поднимал в контейнер, наполненный ледяной водой. Затем контейнер должен был быть отправлен на самолет в Беллингхем, штат Вашингтон, откуда его бы погрузили на баржу, чтобы перевезти ее по воде в морской загон в частном месте на всю оставшуюся жизнь. Она бы продолжала «получать круглосуточную медицинскую помощь, охрану и питание». Первоначально Лолиту должны были размещать в вольере на территории более крупного китового заповедника, а затем ей бы разрешили плавать на территории окруженной сетью площадью около 15 акров (6 гектаров). В планах «Друзей Токи» было следующее: «тренеры и ветеринары будут ухаживать за Лолитой и кормить ее с плавучих платформ и лодок, а круглосуточная охрана по более широкому сетчатому периметру не позволит подходить лодкам». Большая часть бюджета на переезд пошла бы на постоянный уход за ней в штате Вашингтон, особенно на её огромный рацион. Свежий местный лосось любимая пища косаток из южного сообщества. В 2023 году ежедневный уход за Лолитой в «Аквариум Майами» стоил более 200 000 долларов в месяц, заверил Джим Эрсэй.
Ожидалось, что процесс перемещения всех трех животных займет от 18 до 24 месяцев и будет стоить примерно 15-20 миллионов долларов, большую часть которых должна была финансировать Эрсэй. В многопрофильную организацию «Друзья Токи», сотрудничающую с The Dolphin Company, входили исследователи морских млекопитающих Диана Рейсс и Роджер Пейн, старейшина Люмми Сквил-ле-хе-ле (Рейнелл Моррис), Чарльз Виник из Китового заповедника Project, а также разработчик и филантроп из Флориды-Кис Притам Сингх. Альбор сказал: «Независимо от различных позиций, мы можем добиться реализации этого исключительного соглашения».

### Здоровье в конце жизни
Как сообщило Министерство сельского хозяйства США в 2021 году, Лолита заболела серьезным хроническим заболеванием до того, как «Аквариум Майами» перешел под управление The Dolphin Company, и у нее было поражение легкого. Ведущий ветеринар Том Рейдарсон сказал, что она «чуть не умерла от пневмонии» в октябре 2022 года. В 2023 году ей была оказана усиленная ветеринарная помощь.
В ежемесячном ветеринарном отчете от 31 июля 2023 г. было установлено, что поражение легких стало меньше. Анализ крови и пенка (образцы выдоха из дыхала) были ничем не примечательны, с очень низким количеством лейкоцитов в образцах Лолиты. Ветеринары наблюдали постепенное улучшение ее здоровья. Тем не менее, она все еще боролась с хронической инфекцией легких и продолжала ежедневно получать фаропенем и противогрибковые препараты.
Помимо «кормления лососем, сельдями и мойвой высочайшего качества, доступных на рынке из улова 2023 года», команда по уходу за Лолитой вводила в ее ежедневный рацион небольшой процент кальмаров, чтобы принести пользу ее желудочно-кишечному тракту.
Уровень дневной активности был стабильным. Тренеры планировали окончательный переезд Лолиты и скорректировали программу тренировок, уменьшив выполнение трюков и увеличив упражнения для повышения уровня ее физической подготовки.
Улучшение качества воды было целью немедленного улучшения здоровья и благополучия Лолиты. В мае 2023 года генеральный директор Эдуардо Альбор заявил, что The Dolphin Company инвестировала более 500 000 долларов в модернизацию, чтобы улучшить фильтрацию воды и регулировать температуру воды. К нововведениям относится генератор озона для замены хлора. «Теперь новые охладители могут снижать температуру, имитируя воды северо-запада Тихого океана, — сказал тренер Майкл Партика». При очень высокой температуре воды в заливе Бискейн две большие портативные холодильные установки позволили температуре бассейна Лолиты «оставаться на уровне около 14 °C, несмотря на то, что температура воздуха и воды колебалась на уровне выше 37 °C. Круглосуточное поддержание жизнеобеспечения и качество воды хорошо контролируется персоналом», — сообщили независимые ветеринары.

## Смерть
18 августа 2023 года «Аквариум Майами» объявил в своих Facebook и Instagram, что Лолита умерла, по-видимому, из-за почечной недостаточности. Они указали, что ее здоровье быстро ухудшалось за последние два дня, и, несмотря на все усилия ветеринаров, она умерла в тот же день.
Позже в том же месяце «Аквариум Майами» подтвердил, что после вскрытия останки Лолиты будут кремированы и возвращены в ее родной регион, на северо-запад Тихого океана.
25 сентября 2023 года «Аквариум Майами» объявил, что Лии, оставшийся 40-летний самец тихоокеанского белобокого дельфина, которого, как ожидалось, перевезут с Лолитой, был отправлен в SeaWorld в Сан-Антонио и воссоединился с членами семьи и другими тихоокеанскими белобокими дельфинами, чтобы не оставаться в одиночестве после смерти Лолиты.

### Вскрытие
29 августа «Аквариум Майами» опубликовал заявление относительно процесса вскрытия тела, которое началось с экспертизы 19 августа. Анализы «могут занять более четырех недель». «Вскрытие было проведено в соответствии с правилами USDA и NOAA», — отметил представитель Seaquarium. «Сообщается, что к вскрытию было привлечено более 15 ветеринаров». «Согласно сообщению от 29 августа, обследование от 19 августа заняло около 10 часов, при этом образцы были отправлены в разные лаборатории для независимой проверки». 17 октября Океанариум Майами опубликовал заявление, что согласно отчету о вскрытии, причиной смерти косатки стало «прогрессирование множественных хронических заболеваний, включая заболевание почек и пневмонию».

### Реакция на смерть
После ее смерти президент PETA Ингрид Ньюкирк опубликовала заявление, в котором заявила, что «Лолите было отказано даже в минуте свободы из-за ее 53-летнего заключения», призвала «семьи чтить память Лолиты, никогда не посещая морские парки», и призвала к большему количеству морских парков выпустить дельфинов в морские заповедники. Группа «Спасите Лолиту», выступавшая за освобождение косатки, заявила, что Лолита «всегда будет напоминать нам о насущной необходимости защитить наши океаны и великолепных существ, которые называют их своим домом». Исполнительный директор Всемирной организации защиты животных в США Линдси Оливер опубликовала заявление, в котором говорится: «Она заслужила свободу в открытом море, а не жизнь в маленьком аквариуме. Пришло время положить конец этой индустрии, чтобы животные больше не страдали так». Плыви свободно, Токитаэ".
После смерти Лолиты Тед Гриффин, человек, поймавший ее в Пьюджет-Саунде, сказал, что он «не сожалеет» о поимке косаток, за исключением тех, кто умер от падения из пращи, перегрева во время транспортировки или травм в неволе.

## Активизм и действия правительства
Группы по защите прав животных и активисты, выступающие против содержания животных в неволе утверждали, что Лолита подвергалась жестокому обращению. В 2003 году она стала героем документального фильма «Лолита: рабыня развлечений», в котором многие активисты против неволи, в первую очередь Рик О’Барри (бывший дрессировщик дельфинов для «Флиппера»), выступали против ее «пленения» и выражали надежду, что она может быть возвращена в дикую природу. О’Барри тренировал косатку Хьюго и выступал с ним в Аквариуме Майами.
По настоянию Orca Network в 2012 году правительство штата Вашингтон, которое поддерживало возвращение Лолиты в ее родные воды, назвало новый строящийся паром штата Вашингтон MV Tokitae в честь прежнего имени Лолиты. Это название также сохранило вашингтонскую традицию называть паромы региональными племенными словами. Судно курсирует между Клинтоном и Мукилтео, к северу от Сиэтла, через проход, по которому Лолиту и ее сообщество преследовали во время ее поимки.
17 января 2015 года тысячи протестующих со всего мира собрались возле океанариума Майами, чтобы потребовать освобождения Лолиты, и попросили других сторонников по всему миру написать в Твиттере «#FreeLolita».
В 2017 году проверка Министерства сельского хозяйства США показала, что резервуар Лолиты не соответствует требованиям к размеру, установленным федеральным законом.
В 2018 году племя Люмми отправилось в Аквариум с тотемным столбом, вырезанным в честь Ск’алиЧ’ел-тенаут (так они называют Лолиту), пели ей и молились за то, чтобы она была возвращена в море Селиш. По словам журналистки Линды Мейпс, «Океанариум не позволял членам племени приближаться ближе, чем тротуар снаружи сцены где косатка дважды в день выступала за еду». Почетный куратор океанариума Роберт Роуз отреагировал на приезд Люмми, заявив, что племени «должно быть стыдно за себя, их не волнует Лолита, их не заботят ее интересы, их действительно не волнует, выживет ли она или умрет. Для них она не более чем средство, с помощью которого они продвигают свое имя, свою политическую программу, чтобы получить деньги и привлечь внимание средств массовой информации. Позор им». В ответ ученые-экологи и Иеремия Джулиус утверждали, что такие заявления отражают вызывающую тревогу тенденцию обесценивания знаний и взаимоотношений коренных американцев, воровства и обладания, которые являются «неотъемлемой частью собственнической природы переленческого колониализма».
24 сентября 2020 года, в день 50-летия прибытия Лолиты в Морской аквариум, члены племени Люмми, к которым присоединились местные семинолы, снова отправились в Майами, провели церемонию в поддержку Ск’алиЧ’ел-тенаут и потребовали, чтобы ее отпустили в родные воды. Путешествие с тотемным столбом продолжилось в 2021 году.
Некоторые, такие как директор Отдела исследования морских млекопитающих Университета Британской Колумбии Эндрю Трайтес, утверждали, что Лолита слишком стара для жизни в дикой природе и что возвращение ее в океан после более чем пятидесяти лет в неволе было бы «неэтичным» и «смертный приговором». Однако другие ученые-экологи утверждают, что такие аргументы отражают колониальную природоохранную политику, заявляя, что «косатки были убиты и пойманы поселенцами по одной. Если их можно убивать или ловить по одной, нет причин, по которым косаткам нельзя помочь по одной. Об отдельных китах и стадах можно позаботиться. „Лолиту“ можно вернуть в ее родные воды».
В марте 2023 года, после того как было принято решение о переезде Лолиты, организации по защите прав животных, в том числе PETA, Всемирная организация защиты животных и Фонд правовой защиты животных, открыто поддержали это решение.

### Юридические дела
В ноябре 2011 года Фонд правовой защиты животных (ALDF), PETA и три человека подали иск против Национальной службы морского рыболовства (NMFS), чтобы не допустить исключения Лолиты из Закона об исчезающих видах. NMFS рассмотрела совместную петицию ALDF и тысячи комментариев, представленных общественностью, и сочла петицию заслуживающей внимания. В феврале 2015 года Национальное управление океанических и атмосферных исследований (NOAA) объявило, что издаст правило о включении Лолиты в Закон об исчезающих видах. До этого популяция косаток, из которой она происходила была внесена в список находящихся под угрозой исчезновения, но Лолита, как животное находящееся в неволе, была исключена из этой классификации. Изменение её статуса не повлияло на ее содержание в неволе.
18 марта 2014 года судья отклонил иск ALDF, оспаривающий лицензию (выдается по Закону о защите животных) Аквариума Майами на демонстрацию содержащихся в неволе косаток.
В июне 2014 года ALDF подал уведомление об апелляции на решение окружного суда, который установил, что Министерство сельского хозяйства США не нарушило закон при продлении лицензии.